# Чистий державний борг
Чистий державний борг (англ. Net government debt) - різниця між валовим державним боргом та ліквідними державними активами - депозитами у центральному та комерційних банках, які можуть бути спрямовані на виплату державного боргу.
Позитивна величина чистого державного боргу (борг перевищує ліквідні активи) вказує на те, що держава не може одночасно виплатити увесь обсяг боргових зобов'язнь.
Від'ємна (негативна) величина чистого державного боргу свідчить про можливість державними органами одномоментного покриття боргових зобов'яань. Від'ємна величини чистого державного боргу характеризує стійкість платоспроможності країни на короткому горизонті (1-2 роки) як абсолютну.
Згдіно визначення МФВ, чистий державний борг - "валовий борг за мінусом фінансових активів, які кореспондують з боргом"
До активів, які розглядаються як інструменти покриття боргу, відносяться:
- монетарне золото та спеціальні права запозичення (SDR);
- валюта та депозити;
- боргові цінні папери (Debt securities) — державні та корпоративні облігації, депозитні сертифікати і т. ін.;
- кредити;
- страхові, пенсійні та інші механізми гарантій;
- інша дебіторська заборгованість.[1]